# Ringwall der Marienburg bei Nordstemmen
Der Ringwall der Marienburg bei Nordstemmen ist eine Ringwallanlage auf dem Marienberg bei Nordstemmen auf dem Gebiet des Pattenser Ortsteil Schulenburg in Niedersachsen, die auch Sachsenwall genannt wird. Eine gezielte archäologische Untersuchung des Walles hat bisher nicht stattgefunden, so dass keine gesicherten Angaben zu seinem Aufbau und seiner Entstehungszeit gemacht werden können. Der Ringwall ist als archäologisches Denkmal geschützt (ID 28969449).

## Lage und Beschreibung

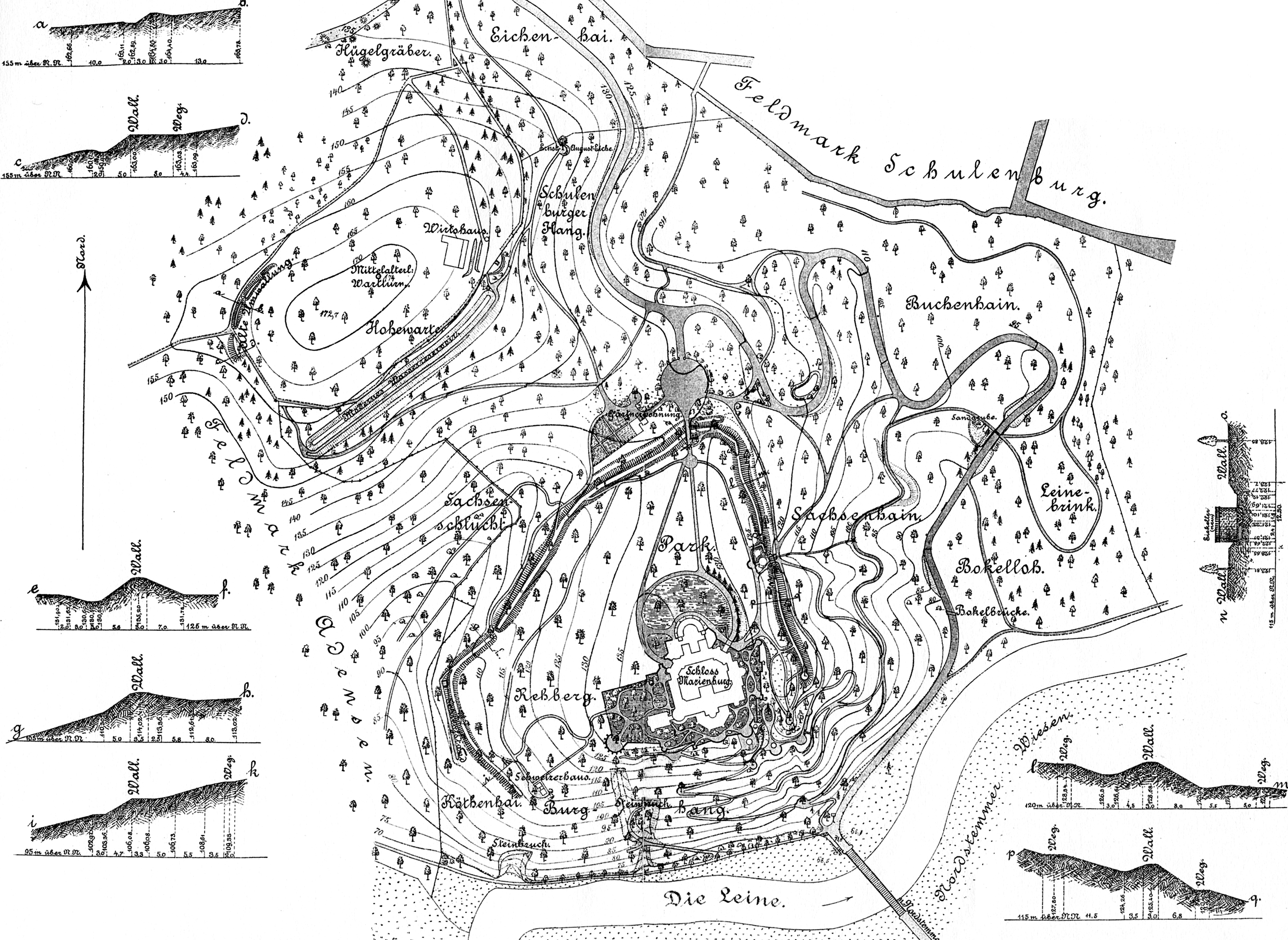
Karte des Marienberges von 1895 mit Schnitten des Ringwalls

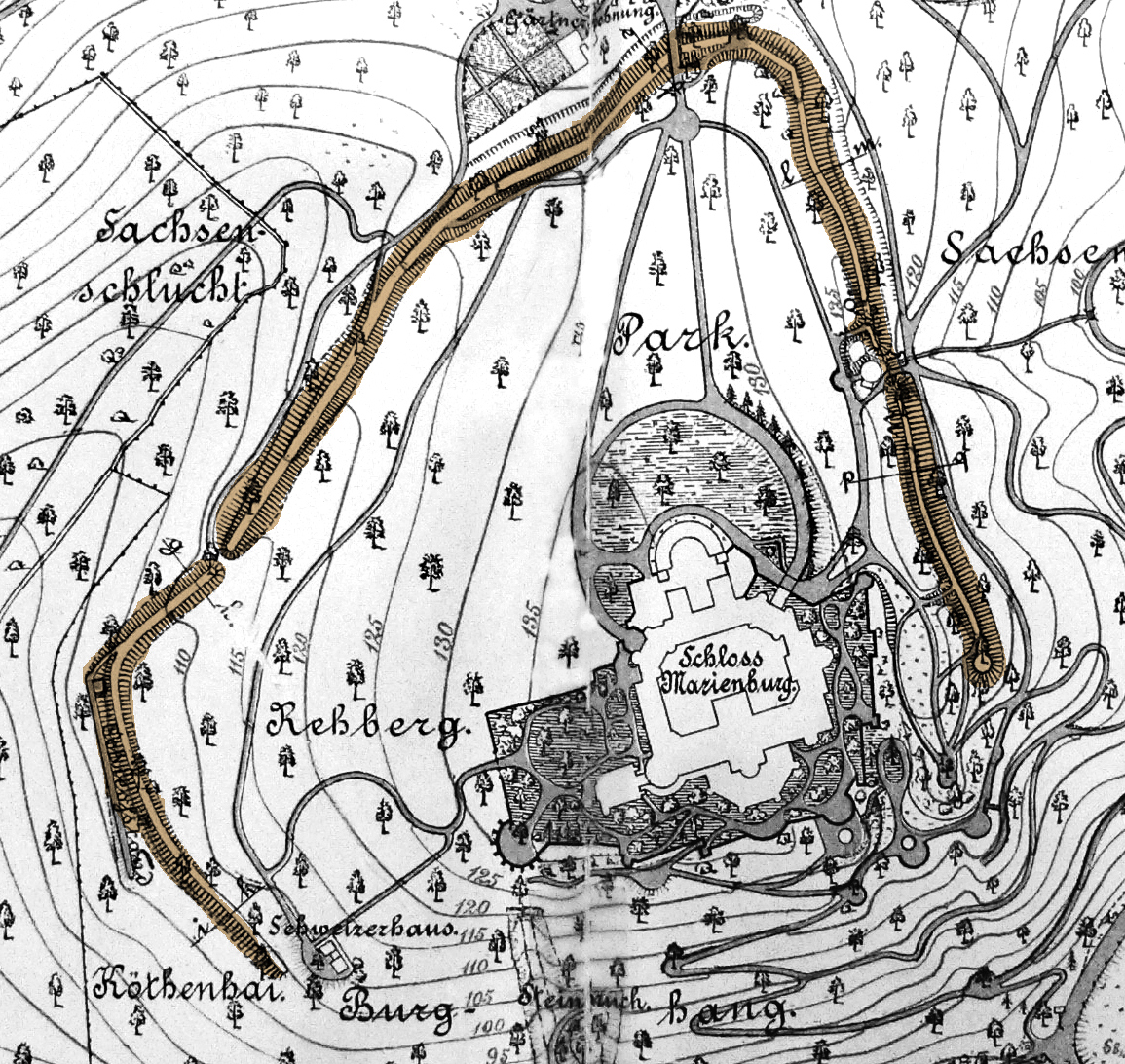
Kartenausschnitt mit braun markiertem Verlauf des Ringwalls

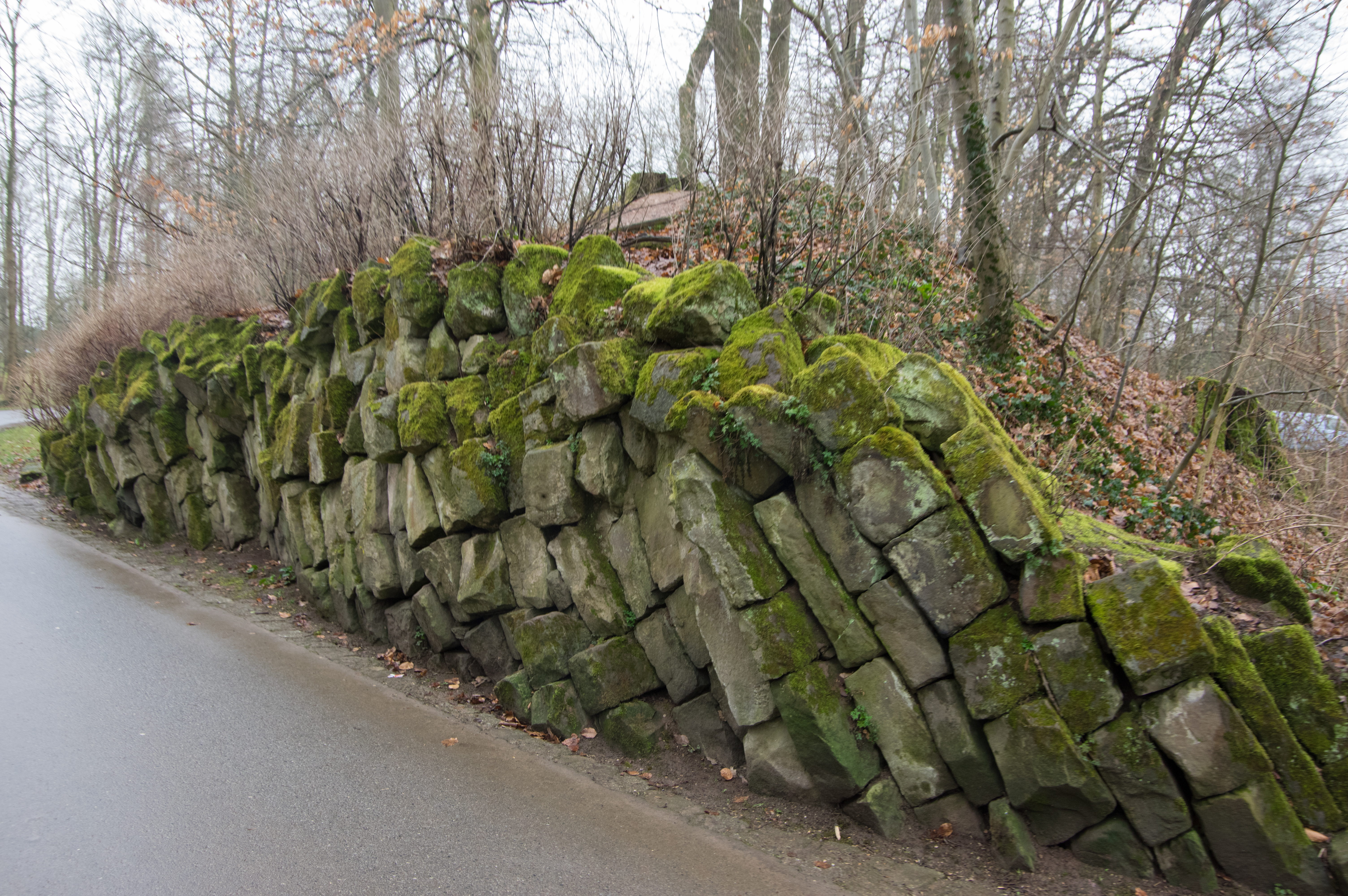
Durchstich des Walls als Zugang zum Schloss Marienburg, mit Steinen nachträglich befestigt

Die Wallanlage besteht aus einem etwa 700 Meter langen Erdwall, der fast die gesamte Kuppe des Marienberges auf einer Fläche von 6,22 Hektar umschließt. Unter Berücksichtigung der Hanglage erreicht der Wall noch heute stellenweise eine Höhe von 6 Metern und eine Breite von 10 bis 15 Metern. An besonders gefährdeten Stellen wurde dem Wall ein Graben vorgelagert. Die Ausgangslage zum Bau der Wallburg war auf der Bergkuppe günstig, da die Südwestseite durch die Sachsenschlucht und die Südseite durch einen natürlichen Steilhang gesichert waren, den man nur geringfügig nachzuarbeiten brauchte. Das 1857 bis 1867 errichtete Schloss Marienburg wurde in die Ringwallanlage hineingebaut.

## Fundstücke
Beim Durchstich des Walles für die nördliche Zufahrt zum Schloss Marienburg wurden laut der Veröffentlichung von J. H. Müller aus dem Jahr 1893 bronzezeitliche Funde gemacht: Urnenscherben, Holzkohle, eine große Bronzespirale, Steingeräte und viele Gefäßscherben. Diese Funde kamen aus der Aufschüttungserde und geben keine Hinweise auf den Zeitpunkt der Erbauung des Walles. Innerhalb des Ringwalles wurden ein Steinkeil, ein Silexdolch und viele Gefäßscherben gefunden, am Fuße des Berges fand man Urnen mit Kohle gefüllt.
Die offizielle Veröffentlichung von Andrea Moser aus dem Jahr 1998 nennt folgende Fundstücke:
- Felsovalbeil aus dem Mittelneolithikum
- Flintspitze aus dem Spätneolithikum/Bronzezeit:
- 3 Randleistenbeile aus Bronze und 6 Armspiralen aus Bronze aus der Frühen Bronzezeit bis Älteren Bronzezeit
- Bruchstück einer Knopfsichel, 1 Lappenbeil, 1 Bruchstück eines Lappenbeiles und 2 Lanzenspitzen aus der Mittleren bis Späten Bronzezeit
- 1 Bronzearmring, Bruchstück einer Schwertklinge aus der Bronzezeit
- Keramik (ca. 15 Scherben), 1 Webgewicht (?), 2 Spinnwirtel aus der Völkerwanderungszeit

In einer Veröffentlichung zu archäologischen Fundstellen und Funden im Landkreis Hannover aus dem Jahre 1998 heißt es:
"Ob es sich dabei um einen Hortfund oder um Gegenstände aus Grabhügeln, die beim Bau des Walles zerstört wurden, handelt, ist nicht mehr zu klären."
Der Nordstemmer Heimatforscher Heinrich Bartels berichtete 1983 von der Aufbewahrung der Fundstücke in der Marienburg:
"Sie liegen den Besuchern der Marienburg heute noch in einem Schaukasten zur Ansicht aus."

## Bewertung
Vielfach ist die bisher archäologisch unerforschte Anlage in die Eisenzeit (etwa 750 v. Chr. bis Chr. Geburt) datiert worden. Sie gehört aber eher in das frühe Mittelalter. Die Einschätzung beruht auf ähnlichen Befestigungsanlagen in der Umgebung des Marienbergs: In der Ebene die Isenburg bei Barsinghausen-Landringhausen, die Düsselburg bei Rehburg und die Lüningsburg bei Neustadt am Rübenberge, die Heisterburg bei Lauenau-Feggendorf, die Wirkesburg bei Lauenau-Feggendorf,   Heisterschlösschen bei Beckedorf und die Bennigser Burg bei Bredenbeck-Steinkrug. Befestigungswerke dieser Art wurden von der archäologischen Forschung ursprünglich als sächsisch oder als Heinrichsburgen angesehen. Die neuere Forschung ordnet die Bauwerke im Raum der Mittelweser und der Leine dagegen einer Zeitspanne vom 8.–12. Jahrhundert zu. Wegen fehlender Besiedlung dürften die Anlagen nur sporadisch genutzt worden sein und als Fliehburgen gedient haben, die bei Gefahr der Bevölkerung mit ihrem Hab und Gut, einschließlich des Viehs, Zuflucht bieten konnten. Ähnlich wie bei diesen Anlagen dürfte der Wall auf dem Marienberg in einer Holz-Erde-Konstruktion errichtet worden sein, wobei die vorgenommenen Holzeinbauten dem Erdkörper die erforderliche Stabilität verleihen sollten. Die Wasserversorgung konnte durch eine Quelle gesichert werden, die sich am östlichen Wallabschnitt befindet und dort durch eine Lücke nach außen in den Sachsenhain abfließt.